# Кастекс д'Армањак
Кастекс д'Армањак (фр. Castex-d'Armagnac) насеље је и општина у јужној Француској у региону Миди Пирене, у департману Жерс која припада префектури Кондом.
По подацима из 2011. године у општини је живело 95 становника, а густина насељености је износила 7,75 становника/km². Општина се простире на површини од 12,26 km². Налази се на средњој надморској висини од 117 метара (максималној 124 m, а минималној 65 m).

## Демографија
| 1962. | 1968. | 1975. | 1982. | 1990. | 1999. | 2011. |
| ----- | ----- | ----- | ----- | ----- | ----- | ----- |
| 99    | 156   | 142   | 128   | 121   | 111   | 95    |

График промене броја становника у току последњих година